# Sully-sur-Loire
 Sully-sur-Loire  es una población y comuna francesa, situada en la región de Centro, departamento de Loiret, en el distrito de Orléans y cantón de Sully-sur-Loire.

## Demografía
| 3800 | 4278 | 5049 | 5825 | 5806 | 5907 |
| Para los censos de 1962 a 1999 la población legal corresponde a la población sin duplicidades (Fuente: INSEE [Consultar]) |      |      |      |      |      |